# José Rufino Poblet
José Rufino Poblet fue un político y legislador puntano y gobernador provisorio de la Provincia de San Luis desde el 12 de noviembre de 1840 hasta el 2 de enero de 1841.
El 11 de noviembre de 1840, conducidos por Eufrasio Videla y Manuel Baigorria, los revolucionarios unitarios ocuparan la Ciudad de San Luis, y el primero fue nombrado gobernador. Al día siguiente Eufrasio Videla ordenó convocar un Cabildo Abierto para designar a un gobernador provisorio hasta que la provincia se estabilizase y se nombrase un gobernador propietario. Se resolvió formar una Junta Gubernativa compuesta por los ciudadanos más respetables de San Luis; el resultado de la convocación fue que el ciudadano José Rufino Poblet conduciría la provincia en cooperación con los ciudadanos Esteban Adaro y José Leandro Cortés.
Eufrasio Videla quedó al frente de las milicias puntanas. Los federales planeaban un nuevo ataque para recuperar la provincia de San Luis, consecuencia que tuvo lugar en la Batalla de Las Quijadas, el 2 de enero de 1841, el enfrentamiento fue entre Eufrasio Videla y José Félix Aldao resultando triunfante los federales. Aldao ordenó a Pablo Alemán ocupar la [ciudad de San Luis, ocupando el gobierno por un breve periodo, ya que los miembros de la junta gubernativa habían huido de la ciudad. Después de haber ocupado tres días San Luis designó a gobernador a Pablo Lucero, quien asumió el 5 de enero de 1841 prestando juramento de lealtad al sistema federal.
José Rufino Poblet huyó de la provincia, regresando después del derrocamiento del general Juan Manuel de Rosas.